# Piotr Krzystek

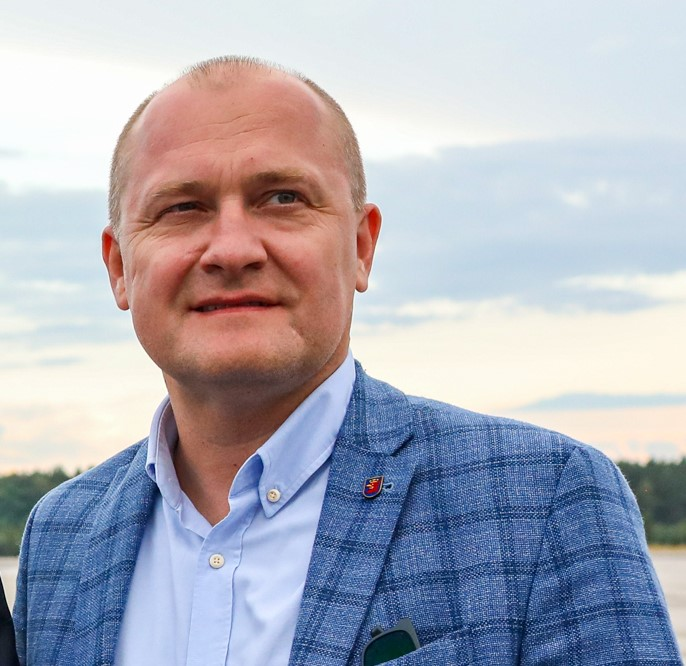
Piotr Krzystek (2021)

Piotr Krzystek (* 5. Februar 1973 in Stettin) ist ein polnischer Politiker und seit 2006 Stadtpräsident von Stettin.

## Leben und Beruf
Krzystek legte sein Abitur auf dem 5. Lyzeum in Stettin ab. Anschließend studierte er an der Fakultät für Recht und Verwaltung der Universität Stettin und schloss das Studium 1997 erfolgreich ab. Er trat anschließend in die Stadtverwaltung seiner Heimatstadt ein. Von Januar 1999 bis März 2002 leitete er als Generaldirektor des westpommerschen Woiwodschaftsamtes das Team zur Umsetzung der Verwaltungsreform. Ab November 2002 war er Stellvertreter des Stadtpräsidenten Marian Jurczyk und verantwortlich für Immobilienmanagement, Wohnungswesen und Bauplanung. 2004 schied er aus dem Verwaltungsdienst aus und machte sich mit der Rechtsanwaltskanzlei „Jankowski & Krzystek“ selbständig. Daneben war er von 2004 bis 2007 Präsident des Verbandes der polnischen Gemeinden der Euroregion Pommern.

## Politik
Bei der Wahl zum Stadtpräsidenten 2006 trat er als parteiloser Kandidat mit Unterstützung der Platforma Obywatelska an und setzte sich in der Stichwahl mit 64,8 % der Stimmen gegen Jacek Piechota von der linken SLD durch. Anschließend trat er der Bürgerplattform auch bei. Nachdem der Parteivorstand der Bürgerplattform in Westpommern beschloss, ihn nicht bei der Stadtpräsidentenwahl 2010 zu unterstützen, verließ er die Partei wieder. Bei den Selbstverwaltungswahlen 2010 trat er mit seinem eigenen Wahlkomitee „Stettin für Generationen“ an und wurde dabei von der konservativen Stronnictwo Konserwatywno-Ludowe unterstützt. Im zweiten Wahlgang setzte er sich dabei gegen den PO-Kandidaten Arkadiusz Litwiński durch. Auch 2014 wurde er wieder im zweiten Wahlgang gewählt. Auch bei den Selbstverwaltungswahlen in Polen 2018 bewarb er sich wieder um das Amt des Stadtpräsidenten und verpasste unter sechs Kandidaten mit 47,3 % der Stimmen nur knapp die absolute Mehrheit. In der notwendigen Stichwahl setzte er sich dann klar mit 78,2 % der Stimmen gegen den PiS-Kandidaten Bartłomiej Sochański durch. Bei der Wahl zum Stadtrat, die gleichzeitig stattfand, erreichte sein Wahlkomitee 26,5 % der Stimmen und acht der 31 zu vergebenden Mandate. Bei den Selbstverwaltungswahlen in Polen 2024 wurde er bereits im ersten Wahlgang mit 60,4 % der Stimmen wiedergewählt. Sein Wahlkomitee erreichte bei der Stadtratswahl 16,5 % und fünf der 31 Sitze.